# Vienna Insurance Group
Vienna Insurance Group AG Wiener Versicherung Gruppe (VIG) je rakouská pojišťovna se sídlem ve Vídni. Je jednou z největších pojišťovacích skupin ve střední a východní Evropě s přibližně 25 000 zaměstnanci. Historie firmy sahá do roku 1824, kdy byla založena K.u.k. priv. wechselseitige Brandschaden Versicherung. Na konci 80. let začala firma expandovat do střední a východní Evropy, když založila pojišťovnu Kooperativa v Československu. V roce 1994 společnost vstoupila na vídeňskou burzu. V roce 2008 firma převzala pojišťovací divizi Erste Group. Ve stejném roce VIG založila ViG Re, zajišťovací společnost se sídlem v Praze. Vienna Insurance Group v současnosti působí v Rakousku, Albánii, Bulharsku, Německu, Estonsku, Gruzii, Chorvatsku, Lotyšsku, Lichtenštejnsku, Litvě, Makedonii, Černé Hoře, Polsku, Rumunsku, Srbsku, Slovensku, Česku, Turecku, Maďarsku, Ukrajině, Bělorusku a Bosně a Hercegovina. Skupina má také pobočky v Itálii a Slovinsku.